# Grigori Rechkálov
Grigori Andreevich Rechkálov (en ruso: Григо́рий Андре́евич Речка́лов; Judyakovo, RSFS de Rusia, 9 de febrero de 1920 - Moscú, Unión Soviética, 20 de diciembre de 1990) fue uno de los principales ases de la aviación soviéticos que combatió durante la Segunda Guerra Mundial, conflicto en el que consiguió cincuenta y seis victorias en solitario (según otras fuentes, sesenta y uno) personalmente y cinco en grupo lo que le convierte en uno de los pilotos de combate soviéticos con mayor número de derribos. Recibió dos veces el título de Héroe de la Unión Soviética por sus victorias aéreas y fue ascendido a general después de la guerra.

## Biografía

### Infancia y juventud
Grigori Rechkálov nació el 9 de febrero de 1920 en la pequeña localidad rural de Judyakovo en la gobernación de Perm (actualmente en el raión de Irbitskiy del óblast de Sverdlovsk en Rusia) en el seno de una familia de campesinos rusos. Después de graduarse en la escuela rural de su localidad natal, se unió al Ejército Rojo en 1938 y en 1939 se graduó de la Escuela de Pilotos de Aviación Militar de Perm. Inicialmente estuvo en tierra debido al daltonismo que padecía, pero debido al comienzo de la guerra se le permitió volar en 1941 y se le envió al 55.º Regimiento de Aviación de Cazas, estacionado en el Distrito Militar de Odesa.

### Segunda Guerra Mundial
Comenzó a combatir el 22 de junio de 1941 sobre Moldavia volando un biplano I-153 marcado «azul 13» en la cola, con este avión realizó treinta salidas de combate durante el mes y participó en diez combates aéreos contra aviones del eje. El 27 de junio, atacó y derribó un avión de reconocimiento Hs.126 al este de Boksha, cerca de Sculeni, su primer derribo confirmado. El 11 de julio reclamó otra victoria, en este caso un bimotor Ju 88 cerca de Kotovsk. El 26 de julio de 1941, cerca de Dubăsari, fue herido en la pierna derecha por fuego antiaéreo.

Me di cuenta de que mis gafas estaban salpicadas de algo oscuro. Miré dentro de la cabina y no podía creer lo que veían mis ojos. La mitad del pedal derecho roto yacía en el suelo en un charco marrón y aceitoso. La punta de la bota, medio dada la vuelta, no era más que piel y sangre.

Regresó sano y salvo a su aeródromo y después de aterrizar fue hospitalizado. Debido a la gravedad de la herida que había sufrido se vio obligado a permanecer en una unidad de aviación de reserva durante varios meses, para recuperarse completamente de las tres cirugías que le tuvieron que realizar. Regresó a su anterior unidad en la primavera de 1942. Anteriormente, la unidad había sido honrada con la designación honorífica de Guardias y pasó a llamarse 16.ª Regimiento de Aviación de Cazas de Guardias por su servicio sobresaliente.

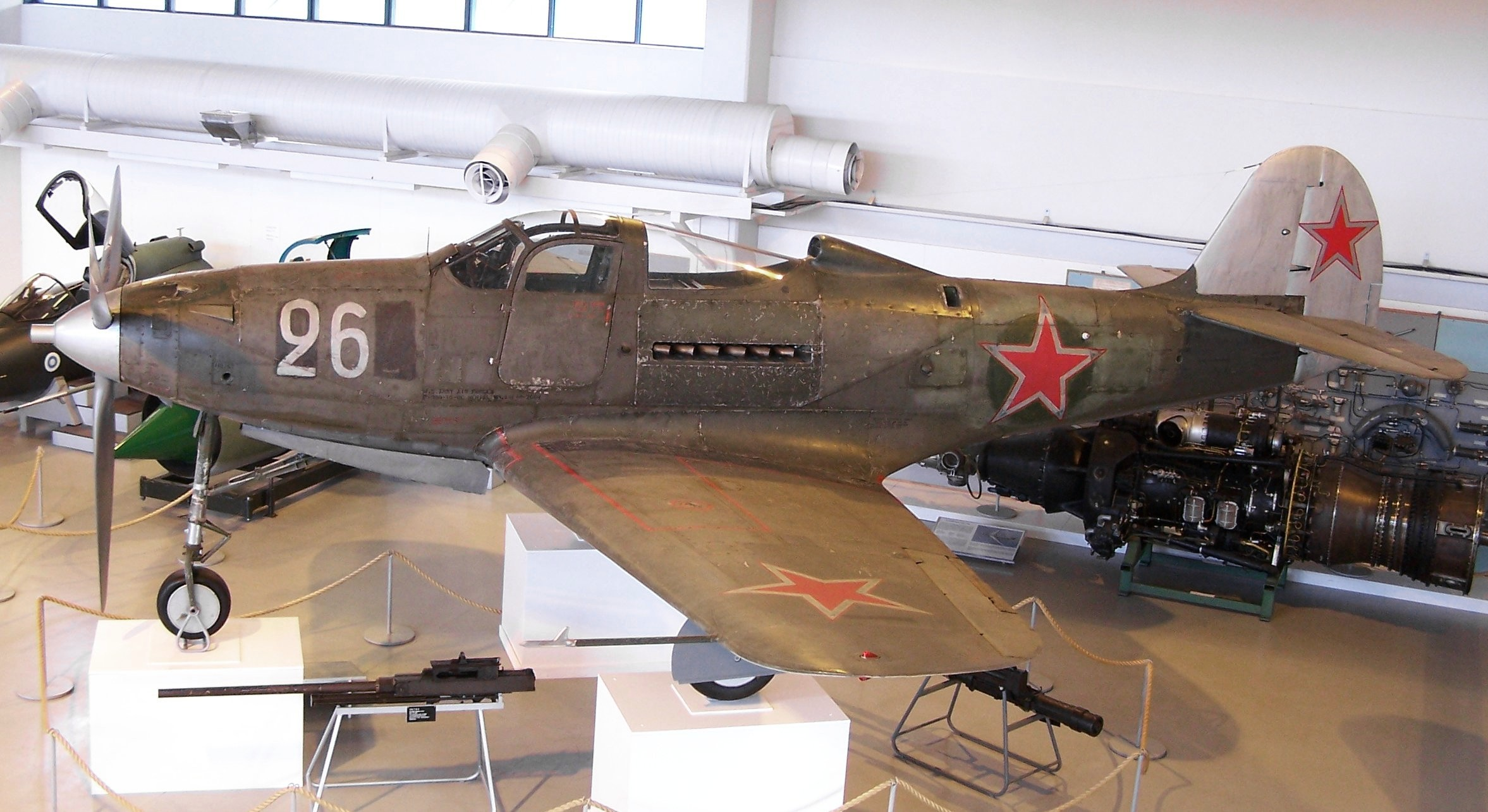
Un avión Bell P-39 Airacobra con las insignias soviéticas similar al que utilizó Grigori Rechkalov durante la guerra

A finales de 1942, Rechkálov había obtenido cuatro victorias en solitario y dos compartidas. El 1 de enero de 1943, el 16.ª Regimiento fue reequipado con nuevos cazas de origen estadounidenses P-39 Airacobra, los primeros P-39 empezaron a llegar a su unidad el 11 de marzo, los pilotos soviéticos tuvieron que transportarlos ellos mismos desde Teherán. Después de recibir los nuevos aviones, el regimiento fue enviado temporalmente a la retaguardia para el entrenamiento de los pilotos en el uso de los nuevos cazas. Para el 3 de abril de 1943, el regimiento había terminado su proceso de reequipamiento e instrucción y fueron enviados al Frente del Cáucaso Norte, donde fue integrado en la 216.ª División Aérea Mixta, que luego se convirtió en la 9.ª División Aérea de la Guardia (GIAD). El regimiento llegó al aeródromo de Krasnodar el 8 de abril y comenzó las operaciones de combate ya el 9 de abril, al comienzo de la batalla por el Kubán. El 24 de mayo de 1943, recibió el título de Héroe de la Unión Soviética por doce derribos en solitario y dos compartidos en 194 salidas de combate.
En mayo de 1944, tomó el mando del 16.º Regimiento de Aviación de Cazas de la Guardia, pero el 31 de mayo de 1944, mientras dirigía una formación sobre Iași, se perdieron cinco P-39 después de que decidiera perseguir solo a un grupo de cazas alemanes Bf 109. Según los relatos oficiales, fue castigado por sus superiores por perseguir solo al enemigo en lugar de ofrecer guía y liderazgo a su escuadrón menos experimentado. Por recomendación de su oficial al mando Alexánder Pokrishkin, Rechkalov fue reemplazado al mando de la unidad por Boris Glinka del 100.º Regimiento de Aviación de Cazas de la Guardia por (según Pokryshkin) «perder el control, indecisión y falta de iniciativa». A lo largo de la guerra, Pokrishkin se enfrentó en numerosas ocasiones a Rechkalov por su falta de disciplina.
El 15 de julio de 1944, Glinka resultó gravemente herido cuando saltó de su P-39 gravemente dañado y se golpeó con el plano de la cola. Rechkálov asumió nuevamente el puesto de comandante del regimiento, pero dejó el mando en febrero de 1945 y fue nombrado Inspector de Entrenamiento de Vuelo de la 9.ª División de Aviación de Cazas de la Guardia.
Al final de la guerra, había realizado 452 salidas de combate y había participado en 122 combates aéreos; los documentos operativos le atribuyen 56 victorias en solitario y 6 compartidas, mientras que los documentos de certificación le atribuyen 61 victorias en solitario y 4 compartidas. Voló en una amplia variedad de aviones entre los que se incluyen el I-153, I-16, MiG-3, Yak-1 y P-39, pero la gran mayoría de sus victorias las consiguió con el caza de fabricación estadounidense Bell P-39 Airacobra. Su nominación al premio no mencionó sus tres victorias de 1941, aunque ha habido acusaciones de que Pokrishkin intentó robar algunas de los derribos realizados por Rechkálov.

### Posguerra
En 1951 se graduó en la Academia Militar de las Fuerzas Aéreas de Mónino. Luego comandó un regimiento y varias divisiones aéreas. En 1957 fue subcomandante del Ejército de Defensa Aérea del Lejano Oriente Independiente de aviones de combate. Rechkalov fue ascendido al rango militar de mayor general de Aviación de la Fuerza Aérea Soviética en 1957, poco antes de abandonar definitivamente el servicio activo en 1959. Después de la guerra, escribió dos libros sobre sus experiencias durante la guerra: Дымное небо войны (en español, Los cielos humeantes de la guerra) y В Небе Молдавии (en español, en los cielos de Moldavia). Vivió en Moscú hasta su muerte el 20 de diciembre de 1990.

## Condecoraciones

Busto en honor al mayor general de Aviación Grigori Rechkalov en la aldea de Zaikovo en el óblast de Vladímir (Rusia)

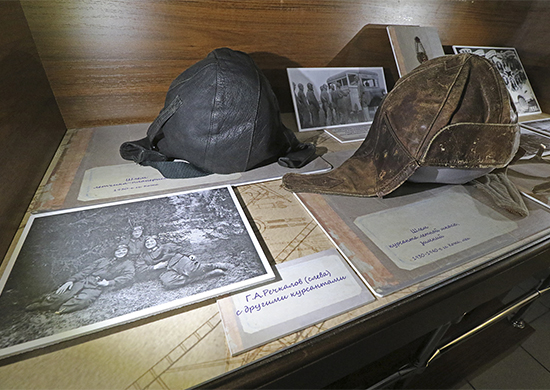
Diversos objetos que pertenecieron a Grigori Rechkalov en exhibición en el Museo y complejo patriótico en su honor en el óblast de Sverdlovsk (Rusia)

A lo largo de su extensa carrera militar Grigori Rechkálov recibió las siguientes condecoraciones
- Héroe de la Unión Soviética, dos veces (24 de mayo de 1943 y 1 de julio de 1944)
- Orden de Lenin (24 de mayo de 1943)
- Orden de la Bandera Roja, cuatro veces (30 de diciembre de 1942, 5 de mayo de 1943, 22 de octubre de 1944 y 14 de agosto de 1957)
- Orden de la Estrella Roja, dos veces (26 de octubre de 1955 y 14 de mayo de 1956)
- Orden de Alejandro Nevski (2 de octubre de 1943)
- Medalla por el Servicio de Combate
- Medalla Conmemorativa por el Centenario del Natalicio de Lenin
- Medalla por la Defensa del Cáucaso
- Medalla por la Conquista de Berlín
- Medalla por la Liberación de Praga
- Medalla por la Victoria sobre Alemania en la Gran Guerra Patria 1941-1945 (1945)
- Medalla Conmemorativa del 20.º Aniversario de la Victoria en la Gran Guerra Patria de 1941-1945
- Medalla Conmemorativa del 30.º Aniversario de la Victoria en la Gran Guerra Patria de 1941-1945
- Medalla Conmemorativa del 40.º Aniversario de la Victoria en la Gran Guerra Patria de 1941-1945
- Medalla del 30.º Aniversario de las Fuerzas Armadas de la URSS
- Medalla del 40.º Aniversario de las Fuerzas Armadas de la URSS
- Medalla del 50.º Aniversario de las Fuerzas Armadas de la URSS
- Medalla del 60.º Aniversario de las Fuerzas Armadas de la URSS
- Medalla del 70.º Aniversario de las Fuerzas Armadas de la URSS
- Medalla de Veterano de las Fuerzas Armadas de la URSS
- Medalla por Servicio Impecable de 1.er grado